# Geldaanbod
In de monetaire economie is het geldaanbod (ook wel geldhoeveelheid) de totale hoeveelheid monetaire activa in een economie op een bepaald tijdstip. Er zijn verschillende manieren om de hoeveelheid "geld" te definiëren, maar onder de standaarddefinities rekent men doorgaans in ieder geval de in een land in omloop zijnde valuta (het munt- en chartaal geld (bankbiljetten)) en het geld dat wordt aangehouden op betaalrekeningen (giraal geld). Een meer algemene definitie voor opvraagbare deposito's zijn gemakkelijk liquide te maken gelden die door de houders bij financiële instellingen op korte termijn kunnen worden opgevraagd.  
Sinds de invoering ervan geldt ook elektronisch geld, zoals het geld op de voormalige Chipknip, als onderdeel van het geldaanbod. 
Op de geldmarkt houden de vraag naar geld en het aanbod van geld elkaar altijd in evenwicht. Er is nooit sprake een tekort of een overschot aan geld. De geldmarkt ruimt altijd. 